# Wild at Heart (película)
Corazón salvaje o Salvaje de corazón (Wild at Heart en inglés) es una película estadounidense de 1990 escrita y dirigida por David Lynch basada en la novela homónima de Barry Gifford sobre la historia de dos forajidos. 

## Sinopsis
Durante un permiso carcelario, Sailor va a ver a su novia Lula y ambos deciden huir a Nueva Orleans. La madre de la chica, que se opone a esta relación, se pone en contacto con un mafioso para que elimine a Sailor. En realidad, quiere deshacerse de él porque el joven presenció cómo ella y su amante asesinaban a su marido. La huida de Sailor y Lula va acompañada de turbios acontecimientos y sórdidos recuerdos.

## Reparto
- Nicolas Cage como Sailor Ripley
- Laura Dern como Lula Pace Fortune
- Diane Ladd como Marietta Pace Fortune
- Willem Dafoe como Bobby Peru
- Isabella Rossellini como Perdita Durango
- Harry Dean Stanton como Johnnie Farragut
- J.E. Freeman como Marcello Santos
- Grace Zabriskie como Juana "la loca" Durango
- W. Morgan Sheppard como Mr. Reindeer
- Crispin Glover como Dell
- Calvin Lockhart como Reggie
- David Patrick Kelly como Dropshadow
- John Lurie como Sparky
- Pruitt Taylor Vince como Buddy
- Jack Nance comon Spool
- Sheryl Lee como La bruja buena
- Freddie Jones como George Kovich
- Marvin Kaplan como Tío Pooch
- Sherilyn Fenn como Chica en accidente de coche

## Producción
El film está protagonizado por Nicolas Cage en el papel de Sailor y Laura Dern en el de Lula. La película es una road movie pero incluye conceptos sobrenaturales y de violencia extrema. También incluye alusiones a El mago de Oz y a las películas de Elvis Presley.

## Premios y nominaciones
- Palma de Oro en el Festival Internacional de Cine de Cannes de 1990.
- Diane Ladd: Nominada a la Mejor actriz de reparto en la 63.ª edición de los Premios Óscar.